# Уавър
Уавър (на френски: Wavre) е град в Централна Белгия, окръг Нивел на провинция Валонски Брабант. Населението му е около 32 200 души (2006).

## Известни личности
Родени в Уавър
- Морис Карем (1899 – 1978), поет